# Jalīleh
Jalīleh (persiska: جَليلِه, جليله) är en ort i Iran.   Den ligger i provinsen Kurdistan, i den nordvästra delen av landet, 400 km väster om huvudstaden Teheran. Jalīleh ligger 1 637 meter över havet och antalet invånare är 148.
Terrängen runt Jalīleh är kuperad.Runt Jalīleh är det ganska tätbefolkat, med 60 invånare per kvadratkilometer. Närmaste större samhälle är Geleyeh, 17,3 km söder om Jalīleh. Trakten runt Jalīleh består i huvudsak av gräsmarker.